# Alexandre Koberidse

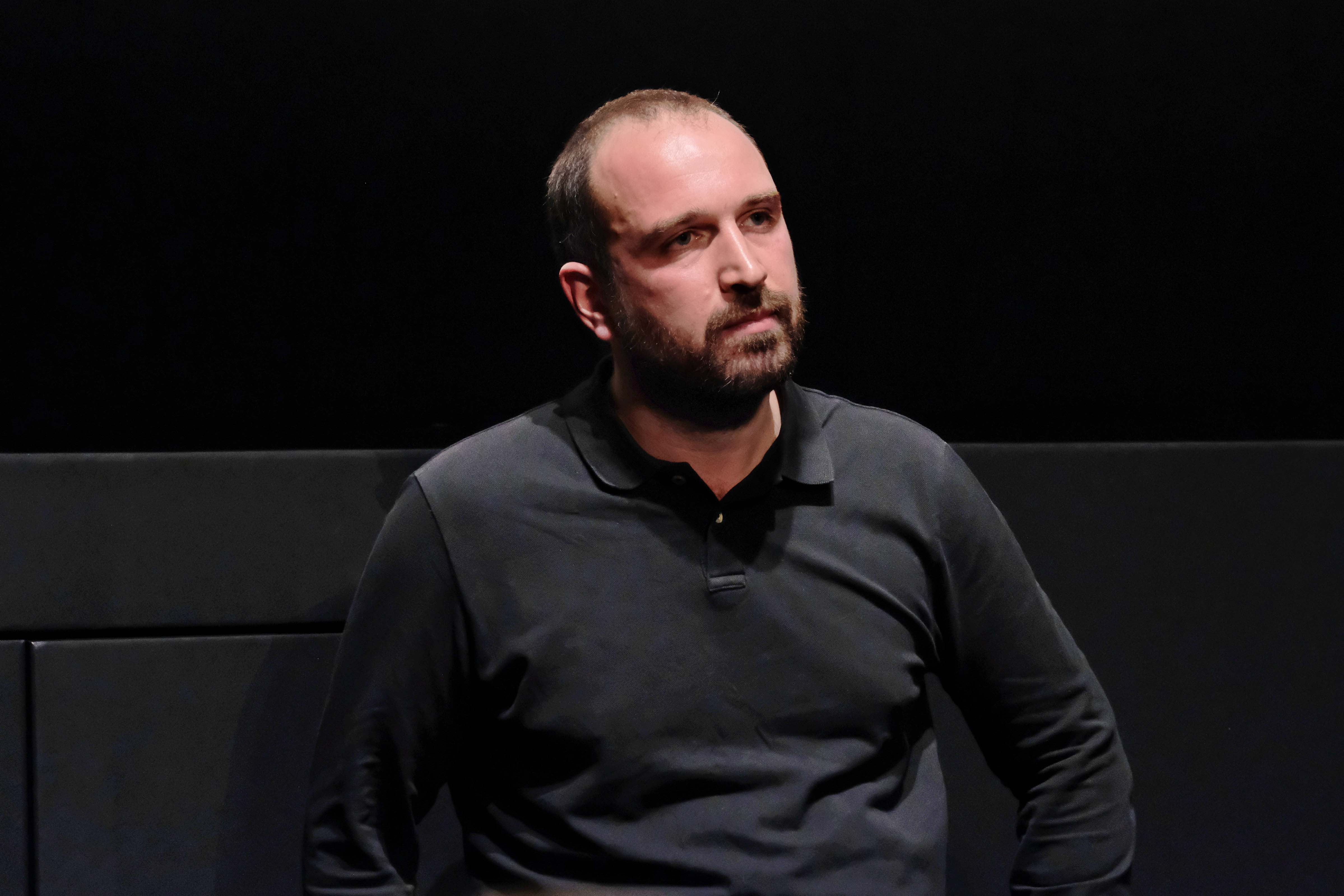
Alexandre Koberidse während eines Publikumsgesprächs (2021)

Alexandre Koberidse, georgisch ალექსანდრე კობერიძე (* 19. Oktober 1984 in Tiflis) ist ein georgischer Filmregisseur, Drehbuchautor und Schauspieler. Er wird auch unter den Namen Alexandre Koberidze, Aleksandre Koberidze oder Sandro Koberidze geführt.

## Leben

### Ausbildung und erste Kurzfilme
Alexandre Koberidse (im Englischen wird sein Familienname mit Koberidze transkribiert) wuchs mit seinem Bruder Giorgi und dem später in Georgien bekannten Schauspieler Giorgi Botschorischwili auf. Eigenen Angaben zufolge ist Botschorischwili die erste Wahl für ihn bei der Besetzung von Rollen in seinen Filmen. Seinen Bruder setzte er u. a. als Darsteller und Komponist in seinen Werken ein.
Koberidse studierte Mikroökonomie und Filmproduktion in Tiflis. Danach kam er nach Berlin, um ein Regiestudium an der Deutschen Film- und Fernsehakademie Berlin (DFFB) aufzunehmen. Während seines Studiums inszenierte er erste Kurzspielfilme, die auf deutschen und internationalen Filmfestivals aufgeführt wurden. Die in Zusammenarbeit mit Arte entstandene 10-minütige Produktion Der Fall (2013) erzählt von einem geheimnisvollen Mann mit Esel, der ein Café betritt, woraufhin kurze Zeit später drei Menschen tot sind. Das englischsprachige Werk wurde von der Deutschen Film- und Medienbewertung (FBW) als „Kurzfilm des Monats“ mit dem Prädikat „besonders wertvoll“ ausgezeichnet. Zwei Jahre später folgte der 20-minütige Kurzspielfilm Colophon (2015), der seine Bilder durch das Prisma von Tränen in unterschiedlichen geometrischen Formen wiedergibt. Der Film ohne Dialog erhielt auf den Internationalen Kurzfilmtagen Oberhausen 2015 eine Lobende Erwähnung zuerkannt.

### Erfolge mit Spielfilmen
2017 gab Koberidse sein Spielfilmdebüt mit dem fast dreieinhalbstündigen, in seiner Muttersprache inszenierten Werk Lass den Sommer nie wieder kommen, bei dem er sich vom Stummfilm inspirieren ließ. Der Experimentalfilm über die „Erforschung der Liebe in digitalen Zeiten“ wurde mit kadrierter Handykamera aufgenommen und nahm am Berliner Filmfestival Woche der Kritik teil. Der Film lief außerdem beim FID Marseille und gewann sowohl den großen Preis der Jury als auch den Preis für den besten Debütfilm. Lass den Sommer nie wieder kommen handelt von einem jungen Tänzer vom Land, der in Tiflis für Geld an illegalen Boxkämpfen teilnimmt, sich für Männer prostituiert und später in einen Soldaten verliebt. Koberidses Film wurde 2017 mit dem Preis der deutschen Filmkritik ausgezeichnet. Im selben Jahr erhielt er für seinen sechsminütigen Kurzfilm Der perfekte Zuschauer (2017) erneut eine Einladung zu den Internationalen Kurzfilmtagen Oberhausen. Mit KVIRA und Linger on some pale blue dot (beide 2019) widmete er sich Dokumentar-Kurzfilmen.
Im Jahr 2021 erhielt Koberidse für seinen zweiten Spielfilm Was sehen wir, wenn wir zum Himmel schauen? eine Einladung in den Wettbewerb der 71. Internationalen Filmfestspiele Berlin. In dem fast zweieinhalbstündigen Werk widmete er sich erneut der „Poesie der Ziellosigkeit“, wie bereits zuvor in Lass den Sommer nie wieder kommen aufgezeigt. Der Liebesfilm spielt in der georgischen Stadt Kutaissi und handelt von einem Liebespaar, das einem Fluch zum Opfer fällt. Zwar blieb das Werk von der Wettbewerbsjury unprämiert, aber Koberidse wurde der FIPRESCI-Preis zuerkannt.
Alexandre Koberidse zählt den Fußball zu seinen Hobbys und schätzt u. a. Stummfilme sowie Werke von Nanni Moretti (Liebes Tagebuch…) und Béla Tarr. Parallel zu seiner Arbeit als Filmemacher trat er als Schauspieler in allen Filmen seines DFFB-Kommilitonen Julian Radlmaier in Erscheinung, so zuletzt in der Hauptrolle des sowjetischen Arbeiters Lyovuschka in der marxistischen Vampir-Komödie Blutsauger (2021).

## Filmografie (Auswahl)

### Regie
- 2014: Der Fall (Kurzfilm)
- 2015: Colophon (Kurzfilm)
- 2017: Lass den Sommer nie wieder kommen
- 2017: Der perfekte Zuschauer (Kurzfilm)
- 2019: 30 (+) films pour la 30ème (Dokumentarfilm, Segment KVIRA)
- 2019: Linger on some pale blue dot (Dokumentar-Kurzfilm)
- 2021: Was sehen wir, wenn wir zum Himmel schauen?
- 2025: Dry Leaf

### Darsteller
- 2014: Ein proletarisches Wintermärchen
- 2017: Selbstkritik eines bürgerlichen Hundes
- 2021: Der unsichtbare Film
- 2021: Blutsauger

## Auszeichnungen
- 2015: Internationale Kurzfilmtage Oberhausen – Lobende Erwähnung (Colophon)
- 2017: achtung berlin – Lobende Erwähnung für (Lass den Sommer nie wieder kommen)
- 2017: Preis der deutschen Filmkritik – Bester Experimentalfilm (Lass den Sommer nie wieder kommen)
- 2021: FIPRESCI-Preis – Bester Wettbewerbsfilm der 71. Berlinale (Was sehen wir, wenn wir zum Himmel schauen?)